# 文武駅
文武駅（ムンムえき）は、朝鮮民主主義人民共和国黄海北道瑞興郡文武里にある朝鮮民主主義人民共和国鉄道省平釜線の駅である。

## 歴史
- 1939年12月1日：文武里駅として開業[1]。
- 日時不明：文武駅に改称。

## 隣の駅
朝鮮民主主義人民共和国鉄道省
平釜線
興水駅 - 文武駅 - 瑞興駅